# バトルゴリラ
バトルゴリラは、XTALSOFT（クリスタルソフト）が1988年に発売したPC-8801・X1用コンバットシミュレーターゲーム。
戦争というよりゲリラに近いゲーム（演習という設定）で、基本的に敵を全滅させる事を目的とするリアルタイムアクション制となっている。
2021年11月23日よりプロジェクトEGGにて配信開始。
現在はD4エンタープライズが所有権利を有している。

## ゲームシステム
ステージ選択性で8ステージから選べる。
ステージごとにポイントが設定されており、そのポイントに応じての武器を選択しなくてはいけない。
（武器の金額を全て0にするといったチートも当時流行した）
- 1ステージ 34000
- 2ステージ 48000
- 3ステージ 31000
- 4ステージ 38000
- 5ステージ 28000
- 6ステージ 30000
- 7ステージ 65000
- 8ステージ 48000

また武器には弾数と携帯性（重量）があり、携帯性はキャラクターの機動力に反映される、また所持できる武器は8種類までとなっている。
主人公には負傷度があり9999を超えると終了となる。
武器を駆使し歩兵や戦車、飛行機等を全滅させるとクリア。
アクションとシミュレーションが融合したゲームに近い。
ステージクリアごとに月日時をいれることができ、ステージをクリアする度に評価表で評価される。
（クリアにかかった時間や弾数、残弾、武器、負傷度等によって総合ランキングにて順位による評価がされ一等兵などのランキングもある）
また隠しステージでは自分がキー入力しなくてもリアルタイムで進行したためすばやい判断と正確な操作が必要であった。

### 武器比較例
- M-47ドラゴン（最高重量）
  - 発射間隔 27
  - 命中率 79%
  - 携帯性 11
  - 貫通力 100
  - 弾道高度 不定
  - 破壊力 3024
  - 爆風範囲 72
  - 射程 14-38
  - 弾種 装甲貫通弾
  - 付属段数 1

- M7（最低重量）
  - 発射間隔 10
  - 命中率 34%
  - 携帯性 1
  - 貫通力 1
  - 弾道高度 不定
  - 破壊力 6
  - 爆風範囲 ・・・・・
  - 射程 00-03
  - 弾種 軽火気
  - 付属段数 10

- レッドアイ（対空砲）
  - 発射間隔 23
  - 命中率 77%
  - 携帯性 9
  - 貫通力 40
  - 弾道高度 HIGH
  - 破壊力 588
  - 爆風範囲 49
  - 射程 29-85
  - 弾種 爆薬弾
  - 付属段数 2

### 全種武器
- 小銃/RIFLE
  - AKS-74
  - FAMAS
  - FAL
  - M-16A1
  - G3
  - L70
- 軽機関銃
  - FN M249
  - ガリル ARM
- 汎用機関銃
  - M-60
  - MG-3
- サブマシンガン
  - M3
  - UZI
  - MP40
- 自動拳銃
  - コルト M1911
  - モーゼル M1896
- 無反動砲
  - ミニマン（英語版）
- 無反動砲+ロケット
  - ACL-APX（英語版）
- 無反動砲
  - カールグスタフ
- ロケットランチャー
  - M-72
  - M20
  - RPG-7
- 誘導ミサイル ATM
  - ミラン
  - M-47 ドラゴン
- 対空ミサイル SAM
  - レッドアイ
  - SA-7 グレイル
- 迫撃砲
  - 2インチ 迫撃砲
  - M2 迫撃砲
- 時限信管式破片手榴弾
  - No36
- 着発信管式破片手榴弾
  - M68
- ナイフ
  - M7